# 加藤雅也 (アナウンサー)
加藤 雅也（かとう まさや、1993年2月5日 - ）は、テレビ新広島のアナウンサー、フィールドキャスター。三重県出身。

## 略歴
早稲田大学卒業後の2016年4月、テレビ新広島にアナウンサーとして入社。
2016年5月7日、マツダスタジアムでのベイスターズ戦「TSS全力応援祭り」で初お披露目。
2017年5月23日の対ヤクルト戦でベンチリポートに初登場。
フジテレビ系列の同期に藤井弘輝がいる。
ガンダムファンで、学生時代は「ガンダム研究会」サークルに所属していた。また、それとは別によさこいサークルにも所属をしていた。
2018年9月26日、広島東洋カープがリーグ3連覇を迎えたマツダスタジアムで、加藤が緒方監督への優勝インタビューを務めた。

## 現在の出演
- TSS ライク!（2021年2月 - ）MC
- TSSニュースナイト
- STU48のくらコン（2020年4月 - ）MC

## 過去の出演
- みんなのテレビ (テレビ新広島)（ - 2018年3月）
  - コーナー「晩ごはん買いまSHOW」（月曜・水曜）下程ひかりとお買いもの対決
  - コーナー「まなみのりさのさとやまクッキング」（月曜）
  - コーナー「みんな買ってるっ!!売れスジランキング」（水曜）
- ひろしま満点ママ!!（2016年11月17日 - ）
  - 2016年11月17日 - 番組初出演で初MC（棚田部長の代打MC）
  - コーナー「ひろしま人どっちなんじゃろ」（ - 2018年3月）2018年4月からツナギと共に河野行恵アナウンサーに引き継がれた
- めざましテレビ コーナー「藤井アナの何でもやってみます」（2017年6月15日）藤井弘輝アナウンサーと広島から生中継
- Japan in Motion（TSSテレビ新広島制作、2017年10月 - 2019年3月） ナレーション
  - TSSテレビ新広島　　　　毎週金曜 26:00～26:30
  - UHB北海道文化放送　　　毎週月曜 25:55～26:25
  - SUTテレビ静岡　　　　　毎週金曜 26:35～27:05
  - KSS高知さんさんテレビ　毎週火曜 25:55～26:25
  - TNCテレビ西日本　　　　毎週火曜 26:55～27:25
- わがまま!気まま!旅気分〜ニッチェの広島まるごと体験部〜（2017年11月11日、BSフジ）ニッチェを案内
- TSSプライムニュース（2018年4月 - ）ニュースキャスター、フィールドキャスター
  - FNN TSSプライムニュース デイズ（ - 2019年3月）
  - FNN TSSプライムニュース ナイト（ - 2019年3月）
  - FNN TSSプライムニュース イブニング（ - 2019年3月）
- TSSプライムフライデー（2018年4月 - ）毎週金曜
  - コーナー「STU48のおでかけ天気予報」
- STU48のがんばりまSU!（2018年 - 2020年4月1日）MC
- めざましテレビ コーナー「日本つながるプロジェクト」（2018年9月20日）藤井弘輝アナウンサーと広島から生中継
- スポラバCS前夜祭 全力応援! カープがあれば元気になれる!（2018年10月16日）
- TSS全力応援!Carp中継　他スポーツ中継
- みよし、どうですか（ - 2019年3月）ナレーション
- 全力応援 スポーツLOVERS　ナレーション
- まさかと言わないために〜ビッグデータで読み解く広島豪雨災害〜（2019年5月25日）ナレーション
- TSSプライムニュース（2018年4月 - 2021年2月）ニュースキャスター、フィールドキャスター
- TSSライク!参議院広島選挙区再選挙 報道特番（2021年4月25日）自民党西田陣営中継リポーター
- TSS新春報道特別番組「岸田文雄首相に聞く 2022年の展望」（2022年1月3日）ナレーション
- Live選挙サンデー TSS参院選特番（2022年7月10日）司会
- Live選挙サンデー超速報SP（2024年10月27日）メインキャスター

CM
- アクターズスクール広島 オーディション（2019年）ナレーション

イベント
- 食育出前授業 ハロー!どっこくん（2018年9月12日）[7]